# 1920 w literaturze
Wydarzenia literackie w 1920 roku.

## Wydarzenia
- polskie
  - powstaje nieformalne czasopismo Klubu Konstrukcjonalistów – „Krokwie”

- zagraniczne
  - założono w Nowym Jorku wydawnictwo Grolier Educational Corporation

## Nowe książki
- polskie
  - Zofia Nałkowska – Hrabia Emil
  - Maria Rodziewiczówna – Lato leśnych ludzi
- zagraniczne
  - Agatha Christie – Tajemnicza historia w Styles (The Mysterious Affair at Styles)
  - Sidonie-Gabrielle Colette – Ulubieniec (Chéri)
  - Francis Scott Fitzgerald – Po tej stronie raju (This Side of Paradise)
  - Ernst Jünger – W stalowych burzach (In Stahlgewittern)
  - Sinclair Lewis – Ulica Główna (Main Street)
  - Herbert George Wells
    - Historia świata (The Outline of History)
    - Rosja we mgle (Russia in the Shadows)

  - Edith Wharton – Wiek niewinności (The Age of Innocence)

## Nowe poezje
- polskie
  - Anatol Stern – Futuryzje
  - Tytus Czyżewski – Zielone oko
  - Aleksander Wat – Ja z jednej strony i Ja z drugiej strony mego mopsożelaznego piecyka
  - Józef Wittlin – Hymny
  - Bolesław Leśmian – Łąka
  - Jan Lechoń – Karmazynowy poemat
- zagraniczne
  - Ezra Pound – Hugh Selwyn Mauberley
  - William Carlos Williams – Kora w piekle (Kora in Hell)

## Nowe prace naukowe
- zagraniczne
  - Zygmunt Freud – Poza zasadą przyjemności (Jenseits des Lustprinzips)

## Urodzili się
- 2 stycznia:
  - Isaac Asimov, amerykański pisarz science fiction (zm. 1992)
  - Anna Langfus, francuska pisarka (zm. 1966)
- 6 stycznia – Jan Górec-Rosiński, polski poeta, prozaik i publicysta (zm. 2012)
- 11 stycznia – Sławko Janewski, macedoński pisarz, poeta i eseista (zm. 2000)
- 14 stycznia – Jean Dutourd, francuski pisarz (zm. 2011)
- 23 stycznia – Philippa Pearce, angielska pisarka dla dzieci (zm. 2006)
- 24 stycznia – Lech Bądkowski, polski i kaszubski pisarz (zm. 1984)
- 11 lutego – Daniel F. Galouye, amerykański pisarz (zm. 1976)
- 15 lutego – Anne-Catharina Vestly, norweska pisarka (zm. 2008)
- 19 lutego – Jaan Kross, estoński prozaik i poeta (zm. 2007)
- 24 lutego – Jan Zakrzewski, polski pisarz i tłumacz (zm. 2007)
- 26 lutego
  - Gisèle Prassinos, francuska pisarka i poetka (zm. 2015)
  - Lucjan Wolanowski, polski pisarz, dziennikarz i podróżnik (zm. 2006)
- 29 lutego
  - Fiodor Abramow, rosyjski i radziecki pisarz i literaturoznawca (zm. 1983)
  - Howard Nemerov, amerykański poeta (zm. 1991)
- 1 marca – Albin Siekierski, śląski prozaik (zm. 1989)
- 6 marca – Jadwiga Dackiewicz, polska pisarka (zm. 2003)
- 8 marca
  - Eva Dahlbeck, szwedzka aktorka i pisarka (zm. 2008)
  - Iwan Stadniuk, radziecki prozaik i dramaturg (zm. 1994)
- 10 marca – Boris Vian, francuski pisarz, poeta i tłumacz (zm. 1959)
- 11 marca – D.J. Enright, angielski poeta (zm. 2002)
- 12 marca – Françoise d’Eaubonne, francuska pisarka, eseistka i poetka (zm. 2005)
- 13 marca – Ludwik Kalkstein, polski literat (zm. 1994)
- 14 marca – Zofia Książek-Bregułowa, polska poetka (zm. 2014)
- 15 marca – Lawrence Sanders, amerykański dziennikarz i pisarz (zm. 1998)
- 16 marca – Marianna Dudek-Maćkowiak, polska pisarka ludowa (zm. 2017)
- 17 marca – Olga Orozco, argentyńska poetka i prozaiczka (zm. 1999)
- 19 marca – Kjell Aukrust, norweski pisarz i rysownik (zm. 2002)
- 20 marca – Zbigniew Stolarek, polski poeta, reportażysta i tłumacz (zm. 1988)
- 22 marca – Ludvík Kundera, czeski poeta, dramaturg, prozaik, literaturoznawca i tłumacz (zm. 2010)
- 25 marca – Paul Scott, brytyjski pisarz, poeta i dramaturg (zm. 1978)
- 31 marca – Krystyna Nepomucka, polska pisarka i dziennikarka (zm. 2015)
- 5 kwietnia – Arthur Hailey, kanadyjski pisarz (zm. 2004)
- 10 kwietnia – Maciej Słomczyński, polski pisarz powieści kryminalnych i tłumacz z języka angielskiego (zm. 1998)
- 11 kwietnia – Peter O’Donnell, angielski pisarz i autor komiksów (zm. 2010)
- 12 kwietnia – Anna Kamieńska, polska poetka, pisarka i tłumaczka (zm. 1986)
- 17 kwietnia – Edmonde Charles-Roux, francuska pisarka (zm. 2016)
- 23 kwietnia – Jacek Woźniakowski, polski pisarz, tłumacz, wydawca (zm. 2012)
- 6 maja – Juliusz Wilczur-Garztecki, polski pisarz, krytyk literacki i tłumacz (zm. 2017)
- 9 maja
  - Richard Adams, brytyjski pisarz (zm. 2016)
  - William Tenn, amerykański pisarz fantastyki (zm. 2010)
- 15 maja – Hasso Mager, niemiecki pisarz (zm. 1995)
- 16 maja – Leopold Tyrmand, polski pisarz i publicysta (zm. 1985)
- 2 czerwca – Marcel Reich-Ranicki, polsko-niemiecki krytyk literacki (zm. 2013)
- 11 czerwca – Julià Conxita(inne języki), katalońska poetka (zm. 2019)
- 18 czerwca – Josef Bau, polsko-izraelski poeta i prozaik (zm. 2002)
- 20 czerwca – Amos Tutuola, nigeryjski pisarz i eseista (zm. 1997)
- 30 czerwca – Sam Moskowitz, amerykański redaktor, pisarz, krytyk i publicysta science fiction (zm. 1997)
- 12 lipca – Pierre Berton, kanadyjski pisarz (zm. 2004)
- 13 lipca – Arkadij Adamow, radziecki pisarz (zm. 1991)
- 21 lipca – Mohammed Dib, algierski pisarz (zm. 2003)
- 28 lipca – Arshi Pipa, albański poeta, pisarz, filozof i krytyk literacki (zm. 1997)
- 3 sierpnia – P.D. James, angielska pisarka (zm. 2014)
- 10 sierpnia – Aharon Megged, izraelski prozaik, dramaturg i publicysta (zm. 2016)
- 16 sierpnia – Charles Bukowski, amerykański pisarz (zm. 1994)
- 21 sierpnia – Christopher Robin Milne, brytyjski pisarz (zm. 1996)
- 22 sierpnia – Ray Bradbury, amerykański pisarz science fiction (zm. 2012)
- 28 sierpnia – Jurij Chazanow, rosyjski pisarz i tłumacz (zm. 2020)
- 29 sierpnia – Jordan Łeow, macedoński pisarz (zm. 1998)
- 2 września – Mónica Echeverría, chilijska pisarka (zm. 2020)
- 8 września – Lesław Bartelski, polski prozaik, autor słowników pisarzy (zm. 2006)
- 9 września – Iwan Szewcow, rosyjski i radziecki pisarz (zm. 2013)
- 14 września – Mario Benedetti, urugwajski dziennikarz, nowelista i poeta (zm. 2009)
- 20 września – Hanns Cibulka, niemiecki prozaik i poeta (zm. 2004)
- 25 września – Władysław Bochenek, polski poeta, prozaik, tłumacz (zm. 1997)
- 8 października – Frank Herbert, amerykański pisarz science fiction (zm. 1986)
- 15 października – Mario Puzo, amerykański pisarz pochodzenia włoskiego (zm. 1999)
- 17 października – Miguel Delibes, hiszpański powieściopisarz (zm. 2010)
- 23 października – Gianni Rodari, włoski pisarz (zm. 1980)
- 28 października – Teresa Chłapowska, polska tłumaczka (zm. 2010)
- 31 października
  - Dick Francis, brytyjski autor kryminałów (zm. 2010)
  - Stanisław Podgórski, polski poeta (zm. 2019)
- 3 listopada – Oodgeroo Noonuccal, australijska pisarka aborygeńska (zm. 1993)
- 23 listopada – Paul Celan, żydowski poeta niemieckojęzyczny (zm. 1970)
- 28 listopada – Jan Nagrabiecki, polski poeta (zm. 2011)
- 10 grudnia – Clarice Lispector, brazylijska pisarka i tłumaczka (zm. 1977)
- 15 grudnia – Albert Memmi, francuski pisarz i eseista (zm. 2020)
- 20 grudnia – Väinö Linna, fiński pisarz (zm. 1992)
- 24 grudnia
  - Hiroyuki Agawa, japoński powieściopisarz, nowelista i eseista (zm. 2015)
  - Franco Lucentini, włoski pisarz, tłumacz i redaktor (zm. 2002)
- 29 grudnia – Ludwik Jerzy Kern, polski poeta, pisarz, satyryk (zm. 2010)
- Musa Anter, kurdyjski pisarz (zm. 1992)
- Rywa Kwiatkowska, polsko-żydowska poetka i pisarka tworząca w jidysz (zm. 1991?)
- Abd ar-Rahman asz-Szarkawi, egipski prozaik i dramaturg (zm. 1987)

## Zmarli
- 2 stycznia – Paul Adam, francuski pisarz (ur. 1862)
- 4 stycznia – Benito Pérez Galdós, hiszpański pisarz (ur. 1843)
- 9 stycznia – Ella Maria Dietz Clymer, amerykańska poetka i aktorka (ur. 1847)
- 20 stycznia – Giovanni Capurro, włoski poeta (ur. 1859)
- 8 lutego – Richard Dehmel, niemiecki poeta, prozaik i autor dramatów (ur. 1863)
- 10 kwietnia – Tryggve Andersen, norweski pisarz (ur. 1866)
- 14 kwietnia – Teodor Jeske-Choiński, polski intelektualista, pisarz i krytyk literacki (ur. 1854)
- 11 maja – William Dean Howells, amerykański pisarz (ur. 1837)
- 21 maja – Eleanor H. Porter, amerykańska pisarka (ur. 1868)
- 30 maja – Joseph Eduard Konrad Bischoff, niemiecki pisarz (ur. 1828)
- 12 sierpnia – Louisa Lawson, australijska poetka (ur. 1848)
- 18 października – Józef Korczak, polski poeta (ur. 1891)
- 2 listopada – Louise Imogen Guiney, amerykańska poetka (ur. 1861)
- 8 listopada – Szymon An-ski, żydowski pisarz i publicysta (ur. 1863)
- 9 listopada – Alberto Blest Gana, chilijski pisarz (ur. 1830)
- 11 listopada – Leon Szuman, polski chirurg i poeta (ur. 1852)
- 24 listopada – Alexandru Macedonski, rumuński poeta i prozaik (ur. 1854)
- 18 grudnia – Matthías Jochumsson, islandzki poeta, dramaturg i tłumacz (ur. 1835)

## Nagrody
- Nagroda Nobla – Knut Hamsun